# Kailen Sheridan
Kailen Mary Iacovoni Sheridan (Pickering, 16 luglio 1995) è una calciatrice canadese, portiere del San Diego Wave e della nazionale canadese.

## Palmarès

### Nazionale
- Oro olimpico: 1

Tokyo 2020

### Individuale
- NWSL Challenge Cup Golden Glove: 1

2020